# ラピッドサーマルプロセス
ラピッドサーマルプロセス（英: rapid thermal processing、RTP）とは、シリコンウェハーを数秒あるいはそれ以下の時間スケールで高温（1,000 °C以上）に加熱する半導体製造プロセスのこと。
しかし熱衝撃による転移やウェハー破壊を防ぐため、冷却ではウェハー温度をゆっくりと下げる。
このような高速な加熱速度は、高強度のランプやレーザーによって行われる。
このプロセスはドーパント活性化、熱酸化、メタルリフロー、化学気相成長など、半導体製造における様々な応用に用いられる。

## 温度制御
ラピッドサーマルプロセスにおける重要な課題は、ウェハー温度の正確な測定と制御である。
熱電対による雰囲気のモニタリングは最近になってようやく実現可能になった。
高温のランプ速度はウェハーがプロセスチャンバーと熱平衡になるのを防ぐためである。
温度制御の一つの戦略には、リアルタイムで制御をするためのin situパイロメトリーがある。
溶接プロセスでの鉄の溶融で用いられている。

## ラピッドサーマルアニール
ラピッドサーマルアニールは、ラピッドサーマルプロセスの一部である。半導体デバイス製造で用いられるプロセスで、電気的特性に影響を与えるために一度に一枚のウェハーを加熱する。ユニークな熱処理が様々な効果ために考案されている。ウェハーを加熱する理由として、ドーパントを活性化するため、薄膜-薄膜界面または薄膜-シリコン基板界面を変化させるため、堆積した薄膜の密度を上げるため、成長させた薄膜の状態を変化させるため、イオン注入によるダメージを回復させるため、ある薄膜から別の薄膜へ、またはある薄膜からシリコン基板へドーパントを移動させるため、などがある。
ラピッドサーマルアニールは、ホットチャックと呼ばれるランプによる加熱またはウェハー近くに置かれたホットプレートを用いて、一度に一枚のウェハーを加熱する装置で行われる。
ファーネスアニールとは違って持続時間が短く、各ウェハーを数分で処理する。
短いアニール時間と速いスループットを達成するため、温度と処理の均一性、温度測定と制御、ウェハーストレスなどが犠牲となる。